# Manana Kobachidse
Manana Kobachidse (georgisch მანანა კობახიძე, wiss. Transliteration Manana Kobaxije; * 3. Februar 1968 in Tiflis) ist eine georgische Juristin. Seit 2017 ist sie Richterin und seit 2021 Vizepräsidentin am Verfassungsgericht von Georgien.

## Leben und Wirken
Kobachidse studierte an der Staatlichen Universität Tiflis zunächst Geschichte und Gemeinschaftskunde auf Lehramt; ihr Studium schloss sie 1990 mit Auszeichnung ab. Ab 1991 arbeitet sie zunächst als Lehrerin an der Tifliser Schule Nr. 54. Daneben war sie von 1995 bis 1996 als Beraterin an der Bildungsbehörde der Stadt Tiflis tätig. Ihre Tätigkeit als Lehrerin beendete sie 2001 und nahm das Studium der Rechtswissenschaften an der Staatlichen Universität Tiflis auf. Dieses beendete sie 2003 – ebenfalls mit Auszeichnung – und bestand im selben Jahr noch die Anwaltsprüfung. In der Folge trat sie eine Stellung als Juristin in einem Tifliser Anwaltsbüro an, wechselte aber noch 2003 zu der Nichtregierungsorganisation „Artikel 42 der Verfassung“, deren Vorsitzende sie 2004 wurde. Im folgenden Jahr bestand sie die Fachanwaltsprüfung für Zivil- und Verwaltungsrecht und lehrte sodann als Assistenzprofessorin an der juristischen Fakultät der Caucasus University für internationale Menschenrechte. 2012 war sie Gründungsmitglied der Georgischen Anwaltskammer.
Vom 21. April 2012 bis 16. Februar 2013 war Kobachidse interimistische Gründungsvorsitzende der Partei Georgischer Traum und gab diese Position nach dessen Einbürgerung an Bidsina Iwanischwili ab. Nach der Parlamentswahl im selben Jahr zog sie für den Wahlkreises Satschchere in das georgische Parlament ein und wurde dort zur ersten stellvertretenden Parlamentspräsidentin gewählt. Außerdem war sie Vorsitzende der Lenkungsausschüsse für die Veröffentlichung und öffentliche Beratung des Verfassungsentwurfs zur Änderung der Verfassung Georgiens. 2016 konnte sie erneut ein Mandat erringen und wurde erneut Mitglied der Verfassungskommission.
Am 8. Februar 2017 wurde Kobachidse zur Richter am Verfassungsgericht von Georgien gewählt und am 15. Februar 2017 vereidigt. Am 1. Dezember 2021 wurde sie vom Plenum des Verfassungsgerichts zu dessen Vizepräsidentin und zur Vorsitzenden des Zweiten Senats gewählt.
Kobachidse ist verheiratet und Mutter von zwei Kindern.